# رقاقس أصغر
رقاقس أصغر (الاسم العلمي: Androsace minor) هو نوع من النباتات يتبع جنس الرقاقس من فصيلة الربيعية.